# Петровка (Жамбильський район)
Петро́вка (каз. Петровка) — село у складі Жамбильського району Північноказахстанської області Казахстану. Входить до складу Мирного сільського округу, раніше було центром ліквідованої Петровської сільської ради.
Населення — 226 осіб (2021; 344 у 2009, 617 у 1999, 844 у 1989).
Національний склад станом на 1989 рік:
- казахи — 32 %
- українці — 30 %
- росіяни — 20 %.